# Хамелеон Меллера
Хамелеон Меллера (лат. Trioceros melleri) — хамелеон из рода Trioceros. Видовое название дано в честь ботаника Чарльза Джеймса Меллера (1836—1869).

## Описание

### Внешний вид
Длина тела с хвостом до 60 см. Таким образом, это, наравне с йеменским хамелеоном , второй вид по величине (самый большой — гигантский хамелеон)

### Распространение и среда обитания
Обитает в восточной Африке (Малави и Танзания).
Населяет горные леса.

### Размножение
Это — яйцекладущий хамелеон.